# 氷川神社 (板橋区赤塚)
氷川神社（ひかわじんじゃ）は東京都板橋区の神社。地名を冠して赤塚氷川神社（あかつかひかわじんじゃ）とも称される。

## 概要
1457年（長禄元年）、赤塚城城主千葉自胤が武蔵国一宮の氷川神社を勧請したという。上赤塚村の鎮守であった。
祭神は、素戔鳴尊と、藤原広継（嗣）命である。藤原広継命は明治以降に近隣の御霊神社を合祀したもの。素戔鳴尊はともかく、赤塚とは縁もゆかりもない藤原広嗣がなぜ祀られているのかは不明である。

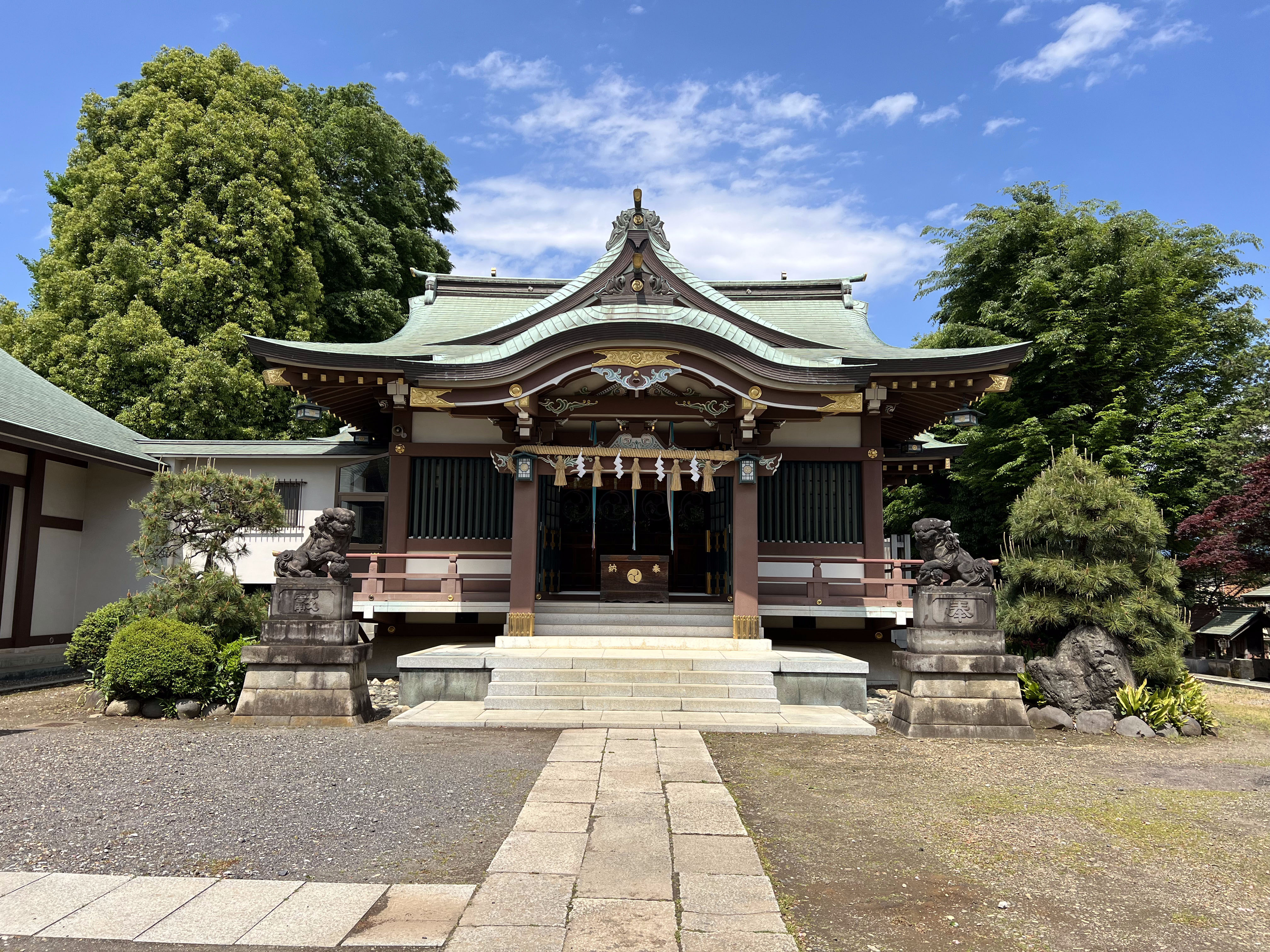
拝殿

## 摂末社
- 天祖神社
- 八幡神社
- 白山神社
- 御嶽神社
- 浅間神社
- 阿夫利神社
- 榛名神社
- 大国神社

## 氏子区域
- 赤塚3～5丁目
- 成増3丁目の大部分

## 文化財
氷川神社の参道並木板橋区登録文化財 天然記念物
赤塚氷川神社田遊び用具板橋区登録文化財 有形民俗
赤塚氷川神社所蔵絵馬・扁額板橋区登録文化財 有形民俗
赤塚氷川神社木曽御嶽塚板橋区登録文化財 記念物（史跡）

## 兼務社
氷川神社宮司の兼務社は以下の通り。
- 赤塚諏訪神社
- 赤塚八幡神社
- 篠塚稲荷神社
- 成増菅原神社

## 交通アクセス
- 西高島平駅より徒歩15分。